# Huta-Borowenska
Huta-Borowenska (ukrainisch Гута-Боровенська; russisch Гута-Боровенская/Guta-Borowenskaja, polnisch Huta Borowieńska) ist ein Dorf in der Westukraine in der Oblast Wolyn, Rajon Kamin-Kaschyrskyj etwa 18 Kilometer südöstlich der Rajonshauptstadt Kamin-Kaschyrskyj und 93 Kilometer nördlich der Oblasthauptstadt Luzk gelegen.
Am 12. Juni 2020 wurde das Dorf ein Teil neu gegründeten Stadtgemeinde Kamin-Kaschyrskyj; bis dahin war es seit dem 7. August 2018 das Zentrum der neugegründeten Landgemeinde Huta-Borowenska (Гуто-Боровенська сільська громада Huto-Borowenska silska hromada). Zu dieser zählen auch noch die 9 Dörfer Borowne, Malyj Obsyr (Малий Обзир), Mali Holoby (Малі Голоби), Nadritschne (Надрічне), Olenyne, Schyniwka (Житнівка), Stobychwa, Welykyj Obsyr (Великий Обзир) und Werchy (Верхи), bis dahin bildete das Dorf zusammen mit dem Dorf Mali Holoby die gleichnamige Landratsgemeinde Huta Borowenska (Гуто-Боровенська сільська рада/Huto-Borowenska silska rada) im Südosten des Rajons Kamin-Kaschyrskyj.

## Geschichte
Der Ort gehörte bis 1793 in der Woiwodschaft Wolhynien zur Adelsrepublik Polen-Litauen. Mit den Teilungen Polens fiel der Ort an das Russische Reich und lag bis zum Ende des Ersten Weltkriegs im Gouvernement Wolhynien.
Nach dem Ersten Weltkrieg kam der Ort zu Polen (in die Woiwodschaft Polesien, Powiat Kamień Koszyrski, Gmina Borowno), im Zweiten Weltkrieg wurde er zwischen 1939 und 1941 von der Sowjetunion besetzt. Nach dem Überfall auf die Sowjetunion im Juni 1941 wurde er dann bis 1944 von Deutschland besetzt, dies gliederte den Ort in das Reichskommissariat Ukraine in den Generalbezirk Brest-Litowsk/Wolhynien-Podolien, Kreisgebiet Kamen Kaschirsk.
Nach dem Krieg wurde der Ort der Sowjetunion zugeschlagen. Dort kam das Dorf zur Ukrainischen SSR und seit 1991 ist es ein Teil der heutigen Ukraine.